# أليكسا بيجيك
أليكسا بيجيك (بالصربية: Алекса Пејић)‏ هو لاعب كرة قدم صربي في مركز الوسط، ولد في 9 يوليو 1999 في بلغراد في صربيا. لعب مع شاختيور سوليجورسك ونادي بروليتر نوفي ساد.

## وصلات خارجية
- أليكسا بيجيك على موقع الاتحاد الأوربي (الإنجليزية)
- أليكسا بيجيك على موقع قاعدة بيانات كرة القدم.إي يو (الإنجليزية)
- أليكسا بيجيك على موقع بيانات كرة القدم. دي إي (الألمانية)
- أليكسا بيجيك على موقع ناشيونال فوتبول تيمز (الإنجليزية)
- أليكسا بيجيك على موقع Soccerbase.com (لاعب) (الإنجليزية)
- أليكسا بيجيك على موقع Soccerway.com (الإنجليزية)
- أليكسا بيجيك على موقع عالم كرة القدم.نت (الإنجليزية)